# Endlage
Als Endlage bezeichnet man eine Extremposition, die ein beweglicher Körper innerhalb eines räumlich begrenzten Systems einnehmen kann oder soll.
Im Maschinen-, Geräte- und Fahrzeugbau stellen die Endlagen die räumliche Begrenzung eines Arbeitsbereiches dar. Beispiele sind 
- die oberste und unterste Position der Pinole einer Säulenbohrmaschine,
- die innerste und äußerste Position einer Fotolinse (einfaches Fotoobjektiv) bei der Entfernungseinstellung,
- die innerste und äußerste Position der Laufkatze eines Baukrans.

Damit keine Gefährdungen oder mechanischen Schäden auftreten, werden vor allem motorisch erzeugte Endlagen durch Endlagenschalter überwacht. Eine manuell einstellbare Endlage wird auch als am Anschlag oder kurz als Anschlag bezeichnet.
In der Kinematik, dort insbesondere bei mechanischen Schwingungen, nennt man die Endlage auch Umkehrpunkt.